# Saint-Parres-aux-Tertres
Saint-Parres-aux-Tertres är en kommun i departementet Aube i regionen Grand Est (tidigare regionen Champagne-Ardenne) i nordöstra Frankrike. Kommunen ligger  i kantonen Troyes 1er Canton som ligger i arrondissementet Troyes. År 2022 hade Saint-Parres-aux-Tertres 3 214 invånare.

## Befolkningsutveckling
Antalet invånare i kommunen Saint-Parres-aux-Tertres
Referens: INSEE